# Leucauge linyphia
Leucauge linyphia là một loài nhện trong họ Tetragnathidae.
Loài này thuộc chi Leucauge. Leucauge linyphia được Eugène Simon miêu tả năm 1903.